# Tektonik
Tektonik (fra græsk for "entreprenør", tekton), er et studieområde inden for geologi, der generelt berører strukturer af Jordens (eller andre planeters) yderste solide skal, og især med de kræfter og bevægelser, der har fundet sted i en region for at skabe disse strukturer.
Tektonik er mest fokuseret på bjergenes opståen, og de områder af Jordens yderste skal, som har overlevet de mange delinger og flytninger, som kontinenterne konstant er udsat for. Emnet fokuserer også på jordskælv og vulkanske bælter, som har berørt en stor del af Jordens befolkning. Tektonisk forskning er også vigtigt for at kunne forstå eventuelle erosionsmønstre i geomorfologi, og for bedre at kunne forudse hvor der kan findes fossile brændstoffer og metal malm.

## Pladetektonik
Siden 1960'erne har pladetektonik været den mest dominerende teori om opståelsen af og kræfterne bag de tektoniske elementer, som har formet kontinenterne og havene. Hvor pladerne møder hinanden, kan der være tale om:
- Konvergerende pladegrænser – hvor pladerne støder sammen
- Divergerende pladegrænser – hvor pladerne glider fra hinanden
- Transforme pladegrænser – hvor pladerne glider sideværts mod hinanden